# David Smerdon
David Craig Smerdon (né le 17 septembre 1984) est un joueur d'échecs et économiste australien qui détient le titre FIDE de Grand maître international (GMI). 

## Carrière échiquéenne
Smerdon a reçu de la FIDE le titre de GMI en 2009. Il a obtenu les normes requises pour le titre au Championnat d'Australie d'échecs en 2005, au 7e Open d'échecs de Bangkok, qu'il a remporté en 2007 sur un score de 7½ points sur 9, et à l'Open tchèque de Pardubice en 2007. Il a rempli la dernière exigence pour le titre quand son classement Elo a dépassé le seuil de 2500 points en juillet 2009. Smerdon est le quatrième joueur d'échecs australien ayant obtenu le titre de Grand maître après Ian Rogers, Darryl Johansen et Zhao Zong-Yuan.
En 2009, il a remporté le tournoi classique d'échecs de Queenstown et le Championnat d'Océanie d'échecs sur un score de 7½ points sur 9,. Cette dernière victoire l'a qualifié pour la Coupe du monde d'échecs 2009. Lors de celle-ci, il a été éliminé au premier tour par Leinier Domínguez.
Il a également introduit ce qu'il appelle le Fighting Chess Index pour établir un classement des joueurs d'échecs selon leur propension aux parties nulles.

## Carrière académique
En 2017, Smerdon a obtenu un doctorat en économie à l'Université d'Amsterdam et l'Institut Tinbergen (en) sous la direction de Theo Offerman avec comme sujet de thèse : “Tout le monde en fait autant : Essais sur la confiance, les normes sociales et l'intégration”. Il est maintenant Maître de conférences à l'Université du Queensland, avec pour thèmes de recherche l'économie appliquée / le développement économique et la croissance / les méthodes expérimentales, comportementales et évolutives.

## Deux parties
|   | a | b | c | d | e | f | g | h |   |
| 8 | Tour noire sur case blanche c8 · Roi noir sur case blanche e8 · Tour noire sur case noire h8 · Pion noir sur case noire a7 · Pion noir sur case noire e7 · Fou noir sur case noire g7 · Pion noir sur case blanche h7 · Pion noir sur case noire b6 · Fou noir sur case blanche c6 · Cavalier noir sur case noire f6 · Pion noir sur case blanche g6 · Pion noir sur case noire c5 · Cavalier blanc sur case blanche d5 · Fou blanc sur case noire g5 · Tour blanche sur case blanche d3 · Cavalier blanc sur case blanche f3 · Pion blanc sur case blanche h3 · Pion blanc sur case blanche a2 · Pion blanc sur case noire b2 · Pion blanc sur case blanche c2 · Pion blanc sur case blanche g2 · Roi blanc sur case noire c1 · Tour blanche sur case blanche d1 | Tour noire sur case blanche c8 · Roi noir sur case blanche e8 · Tour noire sur case noire h8 · Pion noir sur case noire a7 · Pion noir sur case noire e7 · Fou noir sur case noire g7 · Pion noir sur case blanche h7 · Pion noir sur case noire b6 · Fou noir sur case blanche c6 · Cavalier noir sur case noire f6 · Pion noir sur case blanche g6 · Pion noir sur case noire c5 · Cavalier blanc sur case blanche d5 · Fou blanc sur case noire g5 · Tour blanche sur case blanche d3 · Cavalier blanc sur case blanche f3 · Pion blanc sur case blanche h3 · Pion blanc sur case blanche a2 · Pion blanc sur case noire b2 · Pion blanc sur case blanche c2 · Pion blanc sur case blanche g2 · Roi blanc sur case noire c1 · Tour blanche sur case blanche d1 | Tour noire sur case blanche c8 · Roi noir sur case blanche e8 · Tour noire sur case noire h8 · Pion noir sur case noire a7 · Pion noir sur case noire e7 · Fou noir sur case noire g7 · Pion noir sur case blanche h7 · Pion noir sur case noire b6 · Fou noir sur case blanche c6 · Cavalier noir sur case noire f6 · Pion noir sur case blanche g6 · Pion noir sur case noire c5 · Cavalier blanc sur case blanche d5 · Fou blanc sur case noire g5 · Tour blanche sur case blanche d3 · Cavalier blanc sur case blanche f3 · Pion blanc sur case blanche h3 · Pion blanc sur case blanche a2 · Pion blanc sur case noire b2 · Pion blanc sur case blanche c2 · Pion blanc sur case blanche g2 · Roi blanc sur case noire c1 · Tour blanche sur case blanche d1 | Tour noire sur case blanche c8 · Roi noir sur case blanche e8 · Tour noire sur case noire h8 · Pion noir sur case noire a7 · Pion noir sur case noire e7 · Fou noir sur case noire g7 · Pion noir sur case blanche h7 · Pion noir sur case noire b6 · Fou noir sur case blanche c6 · Cavalier noir sur case noire f6 · Pion noir sur case blanche g6 · Pion noir sur case noire c5 · Cavalier blanc sur case blanche d5 · Fou blanc sur case noire g5 · Tour blanche sur case blanche d3 · Cavalier blanc sur case blanche f3 · Pion blanc sur case blanche h3 · Pion blanc sur case blanche a2 · Pion blanc sur case noire b2 · Pion blanc sur case blanche c2 · Pion blanc sur case blanche g2 · Roi blanc sur case noire c1 · Tour blanche sur case blanche d1 | Tour noire sur case blanche c8 · Roi noir sur case blanche e8 · Tour noire sur case noire h8 · Pion noir sur case noire a7 · Pion noir sur case noire e7 · Fou noir sur case noire g7 · Pion noir sur case blanche h7 · Pion noir sur case noire b6 · Fou noir sur case blanche c6 · Cavalier noir sur case noire f6 · Pion noir sur case blanche g6 · Pion noir sur case noire c5 · Cavalier blanc sur case blanche d5 · Fou blanc sur case noire g5 · Tour blanche sur case blanche d3 · Cavalier blanc sur case blanche f3 · Pion blanc sur case blanche h3 · Pion blanc sur case blanche a2 · Pion blanc sur case noire b2 · Pion blanc sur case blanche c2 · Pion blanc sur case blanche g2 · Roi blanc sur case noire c1 · Tour blanche sur case blanche d1 | Tour noire sur case blanche c8 · Roi noir sur case blanche e8 · Tour noire sur case noire h8 · Pion noir sur case noire a7 · Pion noir sur case noire e7 · Fou noir sur case noire g7 · Pion noir sur case blanche h7 · Pion noir sur case noire b6 · Fou noir sur case blanche c6 · Cavalier noir sur case noire f6 · Pion noir sur case blanche g6 · Pion noir sur case noire c5 · Cavalier blanc sur case blanche d5 · Fou blanc sur case noire g5 · Tour blanche sur case blanche d3 · Cavalier blanc sur case blanche f3 · Pion blanc sur case blanche h3 · Pion blanc sur case blanche a2 · Pion blanc sur case noire b2 · Pion blanc sur case blanche c2 · Pion blanc sur case blanche g2 · Roi blanc sur case noire c1 · Tour blanche sur case blanche d1 | Tour noire sur case blanche c8 · Roi noir sur case blanche e8 · Tour noire sur case noire h8 · Pion noir sur case noire a7 · Pion noir sur case noire e7 · Fou noir sur case noire g7 · Pion noir sur case blanche h7 · Pion noir sur case noire b6 · Fou noir sur case blanche c6 · Cavalier noir sur case noire f6 · Pion noir sur case blanche g6 · Pion noir sur case noire c5 · Cavalier blanc sur case blanche d5 · Fou blanc sur case noire g5 · Tour blanche sur case blanche d3 · Cavalier blanc sur case blanche f3 · Pion blanc sur case blanche h3 · Pion blanc sur case blanche a2 · Pion blanc sur case noire b2 · Pion blanc sur case blanche c2 · Pion blanc sur case blanche g2 · Roi blanc sur case noire c1 · Tour blanche sur case blanche d1 | Tour noire sur case blanche c8 · Roi noir sur case blanche e8 · Tour noire sur case noire h8 · Pion noir sur case noire a7 · Pion noir sur case noire e7 · Fou noir sur case noire g7 · Pion noir sur case blanche h7 · Pion noir sur case noire b6 · Fou noir sur case blanche c6 · Cavalier noir sur case noire f6 · Pion noir sur case blanche g6 · Pion noir sur case noire c5 · Cavalier blanc sur case blanche d5 · Fou blanc sur case noire g5 · Tour blanche sur case blanche d3 · Cavalier blanc sur case blanche f3 · Pion blanc sur case blanche h3 · Pion blanc sur case blanche a2 · Pion blanc sur case noire b2 · Pion blanc sur case blanche c2 · Pion blanc sur case blanche g2 · Roi blanc sur case noire c1 · Tour blanche sur case blanche d1 | 8 |
| 7 | Tour noire sur case blanche c8 · Roi noir sur case blanche e8 · Tour noire sur case noire h8 · Pion noir sur case noire a7 · Pion noir sur case noire e7 · Fou noir sur case noire g7 · Pion noir sur case blanche h7 · Pion noir sur case noire b6 · Fou noir sur case blanche c6 · Cavalier noir sur case noire f6 · Pion noir sur case blanche g6 · Pion noir sur case noire c5 · Cavalier blanc sur case blanche d5 · Fou blanc sur case noire g5 · Tour blanche sur case blanche d3 · Cavalier blanc sur case blanche f3 · Pion blanc sur case blanche h3 · Pion blanc sur case blanche a2 · Pion blanc sur case noire b2 · Pion blanc sur case blanche c2 · Pion blanc sur case blanche g2 · Roi blanc sur case noire c1 · Tour blanche sur case blanche d1 | Tour noire sur case blanche c8 · Roi noir sur case blanche e8 · Tour noire sur case noire h8 · Pion noir sur case noire a7 · Pion noir sur case noire e7 · Fou noir sur case noire g7 · Pion noir sur case blanche h7 · Pion noir sur case noire b6 · Fou noir sur case blanche c6 · Cavalier noir sur case noire f6 · Pion noir sur case blanche g6 · Pion noir sur case noire c5 · Cavalier blanc sur case blanche d5 · Fou blanc sur case noire g5 · Tour blanche sur case blanche d3 · Cavalier blanc sur case blanche f3 · Pion blanc sur case blanche h3 · Pion blanc sur case blanche a2 · Pion blanc sur case noire b2 · Pion blanc sur case blanche c2 · Pion blanc sur case blanche g2 · Roi blanc sur case noire c1 · Tour blanche sur case blanche d1 | Tour noire sur case blanche c8 · Roi noir sur case blanche e8 · Tour noire sur case noire h8 · Pion noir sur case noire a7 · Pion noir sur case noire e7 · Fou noir sur case noire g7 · Pion noir sur case blanche h7 · Pion noir sur case noire b6 · Fou noir sur case blanche c6 · Cavalier noir sur case noire f6 · Pion noir sur case blanche g6 · Pion noir sur case noire c5 · Cavalier blanc sur case blanche d5 · Fou blanc sur case noire g5 · Tour blanche sur case blanche d3 · Cavalier blanc sur case blanche f3 · Pion blanc sur case blanche h3 · Pion blanc sur case blanche a2 · Pion blanc sur case noire b2 · Pion blanc sur case blanche c2 · Pion blanc sur case blanche g2 · Roi blanc sur case noire c1 · Tour blanche sur case blanche d1 | Tour noire sur case blanche c8 · Roi noir sur case blanche e8 · Tour noire sur case noire h8 · Pion noir sur case noire a7 · Pion noir sur case noire e7 · Fou noir sur case noire g7 · Pion noir sur case blanche h7 · Pion noir sur case noire b6 · Fou noir sur case blanche c6 · Cavalier noir sur case noire f6 · Pion noir sur case blanche g6 · Pion noir sur case noire c5 · Cavalier blanc sur case blanche d5 · Fou blanc sur case noire g5 · Tour blanche sur case blanche d3 · Cavalier blanc sur case blanche f3 · Pion blanc sur case blanche h3 · Pion blanc sur case blanche a2 · Pion blanc sur case noire b2 · Pion blanc sur case blanche c2 · Pion blanc sur case blanche g2 · Roi blanc sur case noire c1 · Tour blanche sur case blanche d1 | Tour noire sur case blanche c8 · Roi noir sur case blanche e8 · Tour noire sur case noire h8 · Pion noir sur case noire a7 · Pion noir sur case noire e7 · Fou noir sur case noire g7 · Pion noir sur case blanche h7 · Pion noir sur case noire b6 · Fou noir sur case blanche c6 · Cavalier noir sur case noire f6 · Pion noir sur case blanche g6 · Pion noir sur case noire c5 · Cavalier blanc sur case blanche d5 · Fou blanc sur case noire g5 · Tour blanche sur case blanche d3 · Cavalier blanc sur case blanche f3 · Pion blanc sur case blanche h3 · Pion blanc sur case blanche a2 · Pion blanc sur case noire b2 · Pion blanc sur case blanche c2 · Pion blanc sur case blanche g2 · Roi blanc sur case noire c1 · Tour blanche sur case blanche d1 | Tour noire sur case blanche c8 · Roi noir sur case blanche e8 · Tour noire sur case noire h8 · Pion noir sur case noire a7 · Pion noir sur case noire e7 · Fou noir sur case noire g7 · Pion noir sur case blanche h7 · Pion noir sur case noire b6 · Fou noir sur case blanche c6 · Cavalier noir sur case noire f6 · Pion noir sur case blanche g6 · Pion noir sur case noire c5 · Cavalier blanc sur case blanche d5 · Fou blanc sur case noire g5 · Tour blanche sur case blanche d3 · Cavalier blanc sur case blanche f3 · Pion blanc sur case blanche h3 · Pion blanc sur case blanche a2 · Pion blanc sur case noire b2 · Pion blanc sur case blanche c2 · Pion blanc sur case blanche g2 · Roi blanc sur case noire c1 · Tour blanche sur case blanche d1 | Tour noire sur case blanche c8 · Roi noir sur case blanche e8 · Tour noire sur case noire h8 · Pion noir sur case noire a7 · Pion noir sur case noire e7 · Fou noir sur case noire g7 · Pion noir sur case blanche h7 · Pion noir sur case noire b6 · Fou noir sur case blanche c6 · Cavalier noir sur case noire f6 · Pion noir sur case blanche g6 · Pion noir sur case noire c5 · Cavalier blanc sur case blanche d5 · Fou blanc sur case noire g5 · Tour blanche sur case blanche d3 · Cavalier blanc sur case blanche f3 · Pion blanc sur case blanche h3 · Pion blanc sur case blanche a2 · Pion blanc sur case noire b2 · Pion blanc sur case blanche c2 · Pion blanc sur case blanche g2 · Roi blanc sur case noire c1 · Tour blanche sur case blanche d1 | Tour noire sur case blanche c8 · Roi noir sur case blanche e8 · Tour noire sur case noire h8 · Pion noir sur case noire a7 · Pion noir sur case noire e7 · Fou noir sur case noire g7 · Pion noir sur case blanche h7 · Pion noir sur case noire b6 · Fou noir sur case blanche c6 · Cavalier noir sur case noire f6 · Pion noir sur case blanche g6 · Pion noir sur case noire c5 · Cavalier blanc sur case blanche d5 · Fou blanc sur case noire g5 · Tour blanche sur case blanche d3 · Cavalier blanc sur case blanche f3 · Pion blanc sur case blanche h3 · Pion blanc sur case blanche a2 · Pion blanc sur case noire b2 · Pion blanc sur case blanche c2 · Pion blanc sur case blanche g2 · Roi blanc sur case noire c1 · Tour blanche sur case blanche d1 | 7 |
| 6 | Tour noire sur case blanche c8 · Roi noir sur case blanche e8 · Tour noire sur case noire h8 · Pion noir sur case noire a7 · Pion noir sur case noire e7 · Fou noir sur case noire g7 · Pion noir sur case blanche h7 · Pion noir sur case noire b6 · Fou noir sur case blanche c6 · Cavalier noir sur case noire f6 · Pion noir sur case blanche g6 · Pion noir sur case noire c5 · Cavalier blanc sur case blanche d5 · Fou blanc sur case noire g5 · Tour blanche sur case blanche d3 · Cavalier blanc sur case blanche f3 · Pion blanc sur case blanche h3 · Pion blanc sur case blanche a2 · Pion blanc sur case noire b2 · Pion blanc sur case blanche c2 · Pion blanc sur case blanche g2 · Roi blanc sur case noire c1 · Tour blanche sur case blanche d1 | Tour noire sur case blanche c8 · Roi noir sur case blanche e8 · Tour noire sur case noire h8 · Pion noir sur case noire a7 · Pion noir sur case noire e7 · Fou noir sur case noire g7 · Pion noir sur case blanche h7 · Pion noir sur case noire b6 · Fou noir sur case blanche c6 · Cavalier noir sur case noire f6 · Pion noir sur case blanche g6 · Pion noir sur case noire c5 · Cavalier blanc sur case blanche d5 · Fou blanc sur case noire g5 · Tour blanche sur case blanche d3 · Cavalier blanc sur case blanche f3 · Pion blanc sur case blanche h3 · Pion blanc sur case blanche a2 · Pion blanc sur case noire b2 · Pion blanc sur case blanche c2 · Pion blanc sur case blanche g2 · Roi blanc sur case noire c1 · Tour blanche sur case blanche d1 | Tour noire sur case blanche c8 · Roi noir sur case blanche e8 · Tour noire sur case noire h8 · Pion noir sur case noire a7 · Pion noir sur case noire e7 · Fou noir sur case noire g7 · Pion noir sur case blanche h7 · Pion noir sur case noire b6 · Fou noir sur case blanche c6 · Cavalier noir sur case noire f6 · Pion noir sur case blanche g6 · Pion noir sur case noire c5 · Cavalier blanc sur case blanche d5 · Fou blanc sur case noire g5 · Tour blanche sur case blanche d3 · Cavalier blanc sur case blanche f3 · Pion blanc sur case blanche h3 · Pion blanc sur case blanche a2 · Pion blanc sur case noire b2 · Pion blanc sur case blanche c2 · Pion blanc sur case blanche g2 · Roi blanc sur case noire c1 · Tour blanche sur case blanche d1 | Tour noire sur case blanche c8 · Roi noir sur case blanche e8 · Tour noire sur case noire h8 · Pion noir sur case noire a7 · Pion noir sur case noire e7 · Fou noir sur case noire g7 · Pion noir sur case blanche h7 · Pion noir sur case noire b6 · Fou noir sur case blanche c6 · Cavalier noir sur case noire f6 · Pion noir sur case blanche g6 · Pion noir sur case noire c5 · Cavalier blanc sur case blanche d5 · Fou blanc sur case noire g5 · Tour blanche sur case blanche d3 · Cavalier blanc sur case blanche f3 · Pion blanc sur case blanche h3 · Pion blanc sur case blanche a2 · Pion blanc sur case noire b2 · Pion blanc sur case blanche c2 · Pion blanc sur case blanche g2 · Roi blanc sur case noire c1 · Tour blanche sur case blanche d1 | Tour noire sur case blanche c8 · Roi noir sur case blanche e8 · Tour noire sur case noire h8 · Pion noir sur case noire a7 · Pion noir sur case noire e7 · Fou noir sur case noire g7 · Pion noir sur case blanche h7 · Pion noir sur case noire b6 · Fou noir sur case blanche c6 · Cavalier noir sur case noire f6 · Pion noir sur case blanche g6 · Pion noir sur case noire c5 · Cavalier blanc sur case blanche d5 · Fou blanc sur case noire g5 · Tour blanche sur case blanche d3 · Cavalier blanc sur case blanche f3 · Pion blanc sur case blanche h3 · Pion blanc sur case blanche a2 · Pion blanc sur case noire b2 · Pion blanc sur case blanche c2 · Pion blanc sur case blanche g2 · Roi blanc sur case noire c1 · Tour blanche sur case blanche d1 | Tour noire sur case blanche c8 · Roi noir sur case blanche e8 · Tour noire sur case noire h8 · Pion noir sur case noire a7 · Pion noir sur case noire e7 · Fou noir sur case noire g7 · Pion noir sur case blanche h7 · Pion noir sur case noire b6 · Fou noir sur case blanche c6 · Cavalier noir sur case noire f6 · Pion noir sur case blanche g6 · Pion noir sur case noire c5 · Cavalier blanc sur case blanche d5 · Fou blanc sur case noire g5 · Tour blanche sur case blanche d3 · Cavalier blanc sur case blanche f3 · Pion blanc sur case blanche h3 · Pion blanc sur case blanche a2 · Pion blanc sur case noire b2 · Pion blanc sur case blanche c2 · Pion blanc sur case blanche g2 · Roi blanc sur case noire c1 · Tour blanche sur case blanche d1 | Tour noire sur case blanche c8 · Roi noir sur case blanche e8 · Tour noire sur case noire h8 · Pion noir sur case noire a7 · Pion noir sur case noire e7 · Fou noir sur case noire g7 · Pion noir sur case blanche h7 · Pion noir sur case noire b6 · Fou noir sur case blanche c6 · Cavalier noir sur case noire f6 · Pion noir sur case blanche g6 · Pion noir sur case noire c5 · Cavalier blanc sur case blanche d5 · Fou blanc sur case noire g5 · Tour blanche sur case blanche d3 · Cavalier blanc sur case blanche f3 · Pion blanc sur case blanche h3 · Pion blanc sur case blanche a2 · Pion blanc sur case noire b2 · Pion blanc sur case blanche c2 · Pion blanc sur case blanche g2 · Roi blanc sur case noire c1 · Tour blanche sur case blanche d1 | Tour noire sur case blanche c8 · Roi noir sur case blanche e8 · Tour noire sur case noire h8 · Pion noir sur case noire a7 · Pion noir sur case noire e7 · Fou noir sur case noire g7 · Pion noir sur case blanche h7 · Pion noir sur case noire b6 · Fou noir sur case blanche c6 · Cavalier noir sur case noire f6 · Pion noir sur case blanche g6 · Pion noir sur case noire c5 · Cavalier blanc sur case blanche d5 · Fou blanc sur case noire g5 · Tour blanche sur case blanche d3 · Cavalier blanc sur case blanche f3 · Pion blanc sur case blanche h3 · Pion blanc sur case blanche a2 · Pion blanc sur case noire b2 · Pion blanc sur case blanche c2 · Pion blanc sur case blanche g2 · Roi blanc sur case noire c1 · Tour blanche sur case blanche d1 | 6 |
| 5 | Tour noire sur case blanche c8 · Roi noir sur case blanche e8 · Tour noire sur case noire h8 · Pion noir sur case noire a7 · Pion noir sur case noire e7 · Fou noir sur case noire g7 · Pion noir sur case blanche h7 · Pion noir sur case noire b6 · Fou noir sur case blanche c6 · Cavalier noir sur case noire f6 · Pion noir sur case blanche g6 · Pion noir sur case noire c5 · Cavalier blanc sur case blanche d5 · Fou blanc sur case noire g5 · Tour blanche sur case blanche d3 · Cavalier blanc sur case blanche f3 · Pion blanc sur case blanche h3 · Pion blanc sur case blanche a2 · Pion blanc sur case noire b2 · Pion blanc sur case blanche c2 · Pion blanc sur case blanche g2 · Roi blanc sur case noire c1 · Tour blanche sur case blanche d1 | Tour noire sur case blanche c8 · Roi noir sur case blanche e8 · Tour noire sur case noire h8 · Pion noir sur case noire a7 · Pion noir sur case noire e7 · Fou noir sur case noire g7 · Pion noir sur case blanche h7 · Pion noir sur case noire b6 · Fou noir sur case blanche c6 · Cavalier noir sur case noire f6 · Pion noir sur case blanche g6 · Pion noir sur case noire c5 · Cavalier blanc sur case blanche d5 · Fou blanc sur case noire g5 · Tour blanche sur case blanche d3 · Cavalier blanc sur case blanche f3 · Pion blanc sur case blanche h3 · Pion blanc sur case blanche a2 · Pion blanc sur case noire b2 · Pion blanc sur case blanche c2 · Pion blanc sur case blanche g2 · Roi blanc sur case noire c1 · Tour blanche sur case blanche d1 | Tour noire sur case blanche c8 · Roi noir sur case blanche e8 · Tour noire sur case noire h8 · Pion noir sur case noire a7 · Pion noir sur case noire e7 · Fou noir sur case noire g7 · Pion noir sur case blanche h7 · Pion noir sur case noire b6 · Fou noir sur case blanche c6 · Cavalier noir sur case noire f6 · Pion noir sur case blanche g6 · Pion noir sur case noire c5 · Cavalier blanc sur case blanche d5 · Fou blanc sur case noire g5 · Tour blanche sur case blanche d3 · Cavalier blanc sur case blanche f3 · Pion blanc sur case blanche h3 · Pion blanc sur case blanche a2 · Pion blanc sur case noire b2 · Pion blanc sur case blanche c2 · Pion blanc sur case blanche g2 · Roi blanc sur case noire c1 · Tour blanche sur case blanche d1 | Tour noire sur case blanche c8 · Roi noir sur case blanche e8 · Tour noire sur case noire h8 · Pion noir sur case noire a7 · Pion noir sur case noire e7 · Fou noir sur case noire g7 · Pion noir sur case blanche h7 · Pion noir sur case noire b6 · Fou noir sur case blanche c6 · Cavalier noir sur case noire f6 · Pion noir sur case blanche g6 · Pion noir sur case noire c5 · Cavalier blanc sur case blanche d5 · Fou blanc sur case noire g5 · Tour blanche sur case blanche d3 · Cavalier blanc sur case blanche f3 · Pion blanc sur case blanche h3 · Pion blanc sur case blanche a2 · Pion blanc sur case noire b2 · Pion blanc sur case blanche c2 · Pion blanc sur case blanche g2 · Roi blanc sur case noire c1 · Tour blanche sur case blanche d1 | Tour noire sur case blanche c8 · Roi noir sur case blanche e8 · Tour noire sur case noire h8 · Pion noir sur case noire a7 · Pion noir sur case noire e7 · Fou noir sur case noire g7 · Pion noir sur case blanche h7 · Pion noir sur case noire b6 · Fou noir sur case blanche c6 · Cavalier noir sur case noire f6 · Pion noir sur case blanche g6 · Pion noir sur case noire c5 · Cavalier blanc sur case blanche d5 · Fou blanc sur case noire g5 · Tour blanche sur case blanche d3 · Cavalier blanc sur case blanche f3 · Pion blanc sur case blanche h3 · Pion blanc sur case blanche a2 · Pion blanc sur case noire b2 · Pion blanc sur case blanche c2 · Pion blanc sur case blanche g2 · Roi blanc sur case noire c1 · Tour blanche sur case blanche d1 | Tour noire sur case blanche c8 · Roi noir sur case blanche e8 · Tour noire sur case noire h8 · Pion noir sur case noire a7 · Pion noir sur case noire e7 · Fou noir sur case noire g7 · Pion noir sur case blanche h7 · Pion noir sur case noire b6 · Fou noir sur case blanche c6 · Cavalier noir sur case noire f6 · Pion noir sur case blanche g6 · Pion noir sur case noire c5 · Cavalier blanc sur case blanche d5 · Fou blanc sur case noire g5 · Tour blanche sur case blanche d3 · Cavalier blanc sur case blanche f3 · Pion blanc sur case blanche h3 · Pion blanc sur case blanche a2 · Pion blanc sur case noire b2 · Pion blanc sur case blanche c2 · Pion blanc sur case blanche g2 · Roi blanc sur case noire c1 · Tour blanche sur case blanche d1 | Tour noire sur case blanche c8 · Roi noir sur case blanche e8 · Tour noire sur case noire h8 · Pion noir sur case noire a7 · Pion noir sur case noire e7 · Fou noir sur case noire g7 · Pion noir sur case blanche h7 · Pion noir sur case noire b6 · Fou noir sur case blanche c6 · Cavalier noir sur case noire f6 · Pion noir sur case blanche g6 · Pion noir sur case noire c5 · Cavalier blanc sur case blanche d5 · Fou blanc sur case noire g5 · Tour blanche sur case blanche d3 · Cavalier blanc sur case blanche f3 · Pion blanc sur case blanche h3 · Pion blanc sur case blanche a2 · Pion blanc sur case noire b2 · Pion blanc sur case blanche c2 · Pion blanc sur case blanche g2 · Roi blanc sur case noire c1 · Tour blanche sur case blanche d1 | Tour noire sur case blanche c8 · Roi noir sur case blanche e8 · Tour noire sur case noire h8 · Pion noir sur case noire a7 · Pion noir sur case noire e7 · Fou noir sur case noire g7 · Pion noir sur case blanche h7 · Pion noir sur case noire b6 · Fou noir sur case blanche c6 · Cavalier noir sur case noire f6 · Pion noir sur case blanche g6 · Pion noir sur case noire c5 · Cavalier blanc sur case blanche d5 · Fou blanc sur case noire g5 · Tour blanche sur case blanche d3 · Cavalier blanc sur case blanche f3 · Pion blanc sur case blanche h3 · Pion blanc sur case blanche a2 · Pion blanc sur case noire b2 · Pion blanc sur case blanche c2 · Pion blanc sur case blanche g2 · Roi blanc sur case noire c1 · Tour blanche sur case blanche d1 | 5 |
| 4 | Tour noire sur case blanche c8 · Roi noir sur case blanche e8 · Tour noire sur case noire h8 · Pion noir sur case noire a7 · Pion noir sur case noire e7 · Fou noir sur case noire g7 · Pion noir sur case blanche h7 · Pion noir sur case noire b6 · Fou noir sur case blanche c6 · Cavalier noir sur case noire f6 · Pion noir sur case blanche g6 · Pion noir sur case noire c5 · Cavalier blanc sur case blanche d5 · Fou blanc sur case noire g5 · Tour blanche sur case blanche d3 · Cavalier blanc sur case blanche f3 · Pion blanc sur case blanche h3 · Pion blanc sur case blanche a2 · Pion blanc sur case noire b2 · Pion blanc sur case blanche c2 · Pion blanc sur case blanche g2 · Roi blanc sur case noire c1 · Tour blanche sur case blanche d1 | Tour noire sur case blanche c8 · Roi noir sur case blanche e8 · Tour noire sur case noire h8 · Pion noir sur case noire a7 · Pion noir sur case noire e7 · Fou noir sur case noire g7 · Pion noir sur case blanche h7 · Pion noir sur case noire b6 · Fou noir sur case blanche c6 · Cavalier noir sur case noire f6 · Pion noir sur case blanche g6 · Pion noir sur case noire c5 · Cavalier blanc sur case blanche d5 · Fou blanc sur case noire g5 · Tour blanche sur case blanche d3 · Cavalier blanc sur case blanche f3 · Pion blanc sur case blanche h3 · Pion blanc sur case blanche a2 · Pion blanc sur case noire b2 · Pion blanc sur case blanche c2 · Pion blanc sur case blanche g2 · Roi blanc sur case noire c1 · Tour blanche sur case blanche d1 | Tour noire sur case blanche c8 · Roi noir sur case blanche e8 · Tour noire sur case noire h8 · Pion noir sur case noire a7 · Pion noir sur case noire e7 · Fou noir sur case noire g7 · Pion noir sur case blanche h7 · Pion noir sur case noire b6 · Fou noir sur case blanche c6 · Cavalier noir sur case noire f6 · Pion noir sur case blanche g6 · Pion noir sur case noire c5 · Cavalier blanc sur case blanche d5 · Fou blanc sur case noire g5 · Tour blanche sur case blanche d3 · Cavalier blanc sur case blanche f3 · Pion blanc sur case blanche h3 · Pion blanc sur case blanche a2 · Pion blanc sur case noire b2 · Pion blanc sur case blanche c2 · Pion blanc sur case blanche g2 · Roi blanc sur case noire c1 · Tour blanche sur case blanche d1 | Tour noire sur case blanche c8 · Roi noir sur case blanche e8 · Tour noire sur case noire h8 · Pion noir sur case noire a7 · Pion noir sur case noire e7 · Fou noir sur case noire g7 · Pion noir sur case blanche h7 · Pion noir sur case noire b6 · Fou noir sur case blanche c6 · Cavalier noir sur case noire f6 · Pion noir sur case blanche g6 · Pion noir sur case noire c5 · Cavalier blanc sur case blanche d5 · Fou blanc sur case noire g5 · Tour blanche sur case blanche d3 · Cavalier blanc sur case blanche f3 · Pion blanc sur case blanche h3 · Pion blanc sur case blanche a2 · Pion blanc sur case noire b2 · Pion blanc sur case blanche c2 · Pion blanc sur case blanche g2 · Roi blanc sur case noire c1 · Tour blanche sur case blanche d1 | Tour noire sur case blanche c8 · Roi noir sur case blanche e8 · Tour noire sur case noire h8 · Pion noir sur case noire a7 · Pion noir sur case noire e7 · Fou noir sur case noire g7 · Pion noir sur case blanche h7 · Pion noir sur case noire b6 · Fou noir sur case blanche c6 · Cavalier noir sur case noire f6 · Pion noir sur case blanche g6 · Pion noir sur case noire c5 · Cavalier blanc sur case blanche d5 · Fou blanc sur case noire g5 · Tour blanche sur case blanche d3 · Cavalier blanc sur case blanche f3 · Pion blanc sur case blanche h3 · Pion blanc sur case blanche a2 · Pion blanc sur case noire b2 · Pion blanc sur case blanche c2 · Pion blanc sur case blanche g2 · Roi blanc sur case noire c1 · Tour blanche sur case blanche d1 | Tour noire sur case blanche c8 · Roi noir sur case blanche e8 · Tour noire sur case noire h8 · Pion noir sur case noire a7 · Pion noir sur case noire e7 · Fou noir sur case noire g7 · Pion noir sur case blanche h7 · Pion noir sur case noire b6 · Fou noir sur case blanche c6 · Cavalier noir sur case noire f6 · Pion noir sur case blanche g6 · Pion noir sur case noire c5 · Cavalier blanc sur case blanche d5 · Fou blanc sur case noire g5 · Tour blanche sur case blanche d3 · Cavalier blanc sur case blanche f3 · Pion blanc sur case blanche h3 · Pion blanc sur case blanche a2 · Pion blanc sur case noire b2 · Pion blanc sur case blanche c2 · Pion blanc sur case blanche g2 · Roi blanc sur case noire c1 · Tour blanche sur case blanche d1 | Tour noire sur case blanche c8 · Roi noir sur case blanche e8 · Tour noire sur case noire h8 · Pion noir sur case noire a7 · Pion noir sur case noire e7 · Fou noir sur case noire g7 · Pion noir sur case blanche h7 · Pion noir sur case noire b6 · Fou noir sur case blanche c6 · Cavalier noir sur case noire f6 · Pion noir sur case blanche g6 · Pion noir sur case noire c5 · Cavalier blanc sur case blanche d5 · Fou blanc sur case noire g5 · Tour blanche sur case blanche d3 · Cavalier blanc sur case blanche f3 · Pion blanc sur case blanche h3 · Pion blanc sur case blanche a2 · Pion blanc sur case noire b2 · Pion blanc sur case blanche c2 · Pion blanc sur case blanche g2 · Roi blanc sur case noire c1 · Tour blanche sur case blanche d1 | Tour noire sur case blanche c8 · Roi noir sur case blanche e8 · Tour noire sur case noire h8 · Pion noir sur case noire a7 · Pion noir sur case noire e7 · Fou noir sur case noire g7 · Pion noir sur case blanche h7 · Pion noir sur case noire b6 · Fou noir sur case blanche c6 · Cavalier noir sur case noire f6 · Pion noir sur case blanche g6 · Pion noir sur case noire c5 · Cavalier blanc sur case blanche d5 · Fou blanc sur case noire g5 · Tour blanche sur case blanche d3 · Cavalier blanc sur case blanche f3 · Pion blanc sur case blanche h3 · Pion blanc sur case blanche a2 · Pion blanc sur case noire b2 · Pion blanc sur case blanche c2 · Pion blanc sur case blanche g2 · Roi blanc sur case noire c1 · Tour blanche sur case blanche d1 | 4 |
| 3 | Tour noire sur case blanche c8 · Roi noir sur case blanche e8 · Tour noire sur case noire h8 · Pion noir sur case noire a7 · Pion noir sur case noire e7 · Fou noir sur case noire g7 · Pion noir sur case blanche h7 · Pion noir sur case noire b6 · Fou noir sur case blanche c6 · Cavalier noir sur case noire f6 · Pion noir sur case blanche g6 · Pion noir sur case noire c5 · Cavalier blanc sur case blanche d5 · Fou blanc sur case noire g5 · Tour blanche sur case blanche d3 · Cavalier blanc sur case blanche f3 · Pion blanc sur case blanche h3 · Pion blanc sur case blanche a2 · Pion blanc sur case noire b2 · Pion blanc sur case blanche c2 · Pion blanc sur case blanche g2 · Roi blanc sur case noire c1 · Tour blanche sur case blanche d1 | Tour noire sur case blanche c8 · Roi noir sur case blanche e8 · Tour noire sur case noire h8 · Pion noir sur case noire a7 · Pion noir sur case noire e7 · Fou noir sur case noire g7 · Pion noir sur case blanche h7 · Pion noir sur case noire b6 · Fou noir sur case blanche c6 · Cavalier noir sur case noire f6 · Pion noir sur case blanche g6 · Pion noir sur case noire c5 · Cavalier blanc sur case blanche d5 · Fou blanc sur case noire g5 · Tour blanche sur case blanche d3 · Cavalier blanc sur case blanche f3 · Pion blanc sur case blanche h3 · Pion blanc sur case blanche a2 · Pion blanc sur case noire b2 · Pion blanc sur case blanche c2 · Pion blanc sur case blanche g2 · Roi blanc sur case noire c1 · Tour blanche sur case blanche d1 | Tour noire sur case blanche c8 · Roi noir sur case blanche e8 · Tour noire sur case noire h8 · Pion noir sur case noire a7 · Pion noir sur case noire e7 · Fou noir sur case noire g7 · Pion noir sur case blanche h7 · Pion noir sur case noire b6 · Fou noir sur case blanche c6 · Cavalier noir sur case noire f6 · Pion noir sur case blanche g6 · Pion noir sur case noire c5 · Cavalier blanc sur case blanche d5 · Fou blanc sur case noire g5 · Tour blanche sur case blanche d3 · Cavalier blanc sur case blanche f3 · Pion blanc sur case blanche h3 · Pion blanc sur case blanche a2 · Pion blanc sur case noire b2 · Pion blanc sur case blanche c2 · Pion blanc sur case blanche g2 · Roi blanc sur case noire c1 · Tour blanche sur case blanche d1 | Tour noire sur case blanche c8 · Roi noir sur case blanche e8 · Tour noire sur case noire h8 · Pion noir sur case noire a7 · Pion noir sur case noire e7 · Fou noir sur case noire g7 · Pion noir sur case blanche h7 · Pion noir sur case noire b6 · Fou noir sur case blanche c6 · Cavalier noir sur case noire f6 · Pion noir sur case blanche g6 · Pion noir sur case noire c5 · Cavalier blanc sur case blanche d5 · Fou blanc sur case noire g5 · Tour blanche sur case blanche d3 · Cavalier blanc sur case blanche f3 · Pion blanc sur case blanche h3 · Pion blanc sur case blanche a2 · Pion blanc sur case noire b2 · Pion blanc sur case blanche c2 · Pion blanc sur case blanche g2 · Roi blanc sur case noire c1 · Tour blanche sur case blanche d1 | Tour noire sur case blanche c8 · Roi noir sur case blanche e8 · Tour noire sur case noire h8 · Pion noir sur case noire a7 · Pion noir sur case noire e7 · Fou noir sur case noire g7 · Pion noir sur case blanche h7 · Pion noir sur case noire b6 · Fou noir sur case blanche c6 · Cavalier noir sur case noire f6 · Pion noir sur case blanche g6 · Pion noir sur case noire c5 · Cavalier blanc sur case blanche d5 · Fou blanc sur case noire g5 · Tour blanche sur case blanche d3 · Cavalier blanc sur case blanche f3 · Pion blanc sur case blanche h3 · Pion blanc sur case blanche a2 · Pion blanc sur case noire b2 · Pion blanc sur case blanche c2 · Pion blanc sur case blanche g2 · Roi blanc sur case noire c1 · Tour blanche sur case blanche d1 | Tour noire sur case blanche c8 · Roi noir sur case blanche e8 · Tour noire sur case noire h8 · Pion noir sur case noire a7 · Pion noir sur case noire e7 · Fou noir sur case noire g7 · Pion noir sur case blanche h7 · Pion noir sur case noire b6 · Fou noir sur case blanche c6 · Cavalier noir sur case noire f6 · Pion noir sur case blanche g6 · Pion noir sur case noire c5 · Cavalier blanc sur case blanche d5 · Fou blanc sur case noire g5 · Tour blanche sur case blanche d3 · Cavalier blanc sur case blanche f3 · Pion blanc sur case blanche h3 · Pion blanc sur case blanche a2 · Pion blanc sur case noire b2 · Pion blanc sur case blanche c2 · Pion blanc sur case blanche g2 · Roi blanc sur case noire c1 · Tour blanche sur case blanche d1 | Tour noire sur case blanche c8 · Roi noir sur case blanche e8 · Tour noire sur case noire h8 · Pion noir sur case noire a7 · Pion noir sur case noire e7 · Fou noir sur case noire g7 · Pion noir sur case blanche h7 · Pion noir sur case noire b6 · Fou noir sur case blanche c6 · Cavalier noir sur case noire f6 · Pion noir sur case blanche g6 · Pion noir sur case noire c5 · Cavalier blanc sur case blanche d5 · Fou blanc sur case noire g5 · Tour blanche sur case blanche d3 · Cavalier blanc sur case blanche f3 · Pion blanc sur case blanche h3 · Pion blanc sur case blanche a2 · Pion blanc sur case noire b2 · Pion blanc sur case blanche c2 · Pion blanc sur case blanche g2 · Roi blanc sur case noire c1 · Tour blanche sur case blanche d1 | Tour noire sur case blanche c8 · Roi noir sur case blanche e8 · Tour noire sur case noire h8 · Pion noir sur case noire a7 · Pion noir sur case noire e7 · Fou noir sur case noire g7 · Pion noir sur case blanche h7 · Pion noir sur case noire b6 · Fou noir sur case blanche c6 · Cavalier noir sur case noire f6 · Pion noir sur case blanche g6 · Pion noir sur case noire c5 · Cavalier blanc sur case blanche d5 · Fou blanc sur case noire g5 · Tour blanche sur case blanche d3 · Cavalier blanc sur case blanche f3 · Pion blanc sur case blanche h3 · Pion blanc sur case blanche a2 · Pion blanc sur case noire b2 · Pion blanc sur case blanche c2 · Pion blanc sur case blanche g2 · Roi blanc sur case noire c1 · Tour blanche sur case blanche d1 | 3 |
| 2 | Tour noire sur case blanche c8 · Roi noir sur case blanche e8 · Tour noire sur case noire h8 · Pion noir sur case noire a7 · Pion noir sur case noire e7 · Fou noir sur case noire g7 · Pion noir sur case blanche h7 · Pion noir sur case noire b6 · Fou noir sur case blanche c6 · Cavalier noir sur case noire f6 · Pion noir sur case blanche g6 · Pion noir sur case noire c5 · Cavalier blanc sur case blanche d5 · Fou blanc sur case noire g5 · Tour blanche sur case blanche d3 · Cavalier blanc sur case blanche f3 · Pion blanc sur case blanche h3 · Pion blanc sur case blanche a2 · Pion blanc sur case noire b2 · Pion blanc sur case blanche c2 · Pion blanc sur case blanche g2 · Roi blanc sur case noire c1 · Tour blanche sur case blanche d1 | Tour noire sur case blanche c8 · Roi noir sur case blanche e8 · Tour noire sur case noire h8 · Pion noir sur case noire a7 · Pion noir sur case noire e7 · Fou noir sur case noire g7 · Pion noir sur case blanche h7 · Pion noir sur case noire b6 · Fou noir sur case blanche c6 · Cavalier noir sur case noire f6 · Pion noir sur case blanche g6 · Pion noir sur case noire c5 · Cavalier blanc sur case blanche d5 · Fou blanc sur case noire g5 · Tour blanche sur case blanche d3 · Cavalier blanc sur case blanche f3 · Pion blanc sur case blanche h3 · Pion blanc sur case blanche a2 · Pion blanc sur case noire b2 · Pion blanc sur case blanche c2 · Pion blanc sur case blanche g2 · Roi blanc sur case noire c1 · Tour blanche sur case blanche d1 | Tour noire sur case blanche c8 · Roi noir sur case blanche e8 · Tour noire sur case noire h8 · Pion noir sur case noire a7 · Pion noir sur case noire e7 · Fou noir sur case noire g7 · Pion noir sur case blanche h7 · Pion noir sur case noire b6 · Fou noir sur case blanche c6 · Cavalier noir sur case noire f6 · Pion noir sur case blanche g6 · Pion noir sur case noire c5 · Cavalier blanc sur case blanche d5 · Fou blanc sur case noire g5 · Tour blanche sur case blanche d3 · Cavalier blanc sur case blanche f3 · Pion blanc sur case blanche h3 · Pion blanc sur case blanche a2 · Pion blanc sur case noire b2 · Pion blanc sur case blanche c2 · Pion blanc sur case blanche g2 · Roi blanc sur case noire c1 · Tour blanche sur case blanche d1 | Tour noire sur case blanche c8 · Roi noir sur case blanche e8 · Tour noire sur case noire h8 · Pion noir sur case noire a7 · Pion noir sur case noire e7 · Fou noir sur case noire g7 · Pion noir sur case blanche h7 · Pion noir sur case noire b6 · Fou noir sur case blanche c6 · Cavalier noir sur case noire f6 · Pion noir sur case blanche g6 · Pion noir sur case noire c5 · Cavalier blanc sur case blanche d5 · Fou blanc sur case noire g5 · Tour blanche sur case blanche d3 · Cavalier blanc sur case blanche f3 · Pion blanc sur case blanche h3 · Pion blanc sur case blanche a2 · Pion blanc sur case noire b2 · Pion blanc sur case blanche c2 · Pion blanc sur case blanche g2 · Roi blanc sur case noire c1 · Tour blanche sur case blanche d1 | Tour noire sur case blanche c8 · Roi noir sur case blanche e8 · Tour noire sur case noire h8 · Pion noir sur case noire a7 · Pion noir sur case noire e7 · Fou noir sur case noire g7 · Pion noir sur case blanche h7 · Pion noir sur case noire b6 · Fou noir sur case blanche c6 · Cavalier noir sur case noire f6 · Pion noir sur case blanche g6 · Pion noir sur case noire c5 · Cavalier blanc sur case blanche d5 · Fou blanc sur case noire g5 · Tour blanche sur case blanche d3 · Cavalier blanc sur case blanche f3 · Pion blanc sur case blanche h3 · Pion blanc sur case blanche a2 · Pion blanc sur case noire b2 · Pion blanc sur case blanche c2 · Pion blanc sur case blanche g2 · Roi blanc sur case noire c1 · Tour blanche sur case blanche d1 | Tour noire sur case blanche c8 · Roi noir sur case blanche e8 · Tour noire sur case noire h8 · Pion noir sur case noire a7 · Pion noir sur case noire e7 · Fou noir sur case noire g7 · Pion noir sur case blanche h7 · Pion noir sur case noire b6 · Fou noir sur case blanche c6 · Cavalier noir sur case noire f6 · Pion noir sur case blanche g6 · Pion noir sur case noire c5 · Cavalier blanc sur case blanche d5 · Fou blanc sur case noire g5 · Tour blanche sur case blanche d3 · Cavalier blanc sur case blanche f3 · Pion blanc sur case blanche h3 · Pion blanc sur case blanche a2 · Pion blanc sur case noire b2 · Pion blanc sur case blanche c2 · Pion blanc sur case blanche g2 · Roi blanc sur case noire c1 · Tour blanche sur case blanche d1 | Tour noire sur case blanche c8 · Roi noir sur case blanche e8 · Tour noire sur case noire h8 · Pion noir sur case noire a7 · Pion noir sur case noire e7 · Fou noir sur case noire g7 · Pion noir sur case blanche h7 · Pion noir sur case noire b6 · Fou noir sur case blanche c6 · Cavalier noir sur case noire f6 · Pion noir sur case blanche g6 · Pion noir sur case noire c5 · Cavalier blanc sur case blanche d5 · Fou blanc sur case noire g5 · Tour blanche sur case blanche d3 · Cavalier blanc sur case blanche f3 · Pion blanc sur case blanche h3 · Pion blanc sur case blanche a2 · Pion blanc sur case noire b2 · Pion blanc sur case blanche c2 · Pion blanc sur case blanche g2 · Roi blanc sur case noire c1 · Tour blanche sur case blanche d1 | Tour noire sur case blanche c8 · Roi noir sur case blanche e8 · Tour noire sur case noire h8 · Pion noir sur case noire a7 · Pion noir sur case noire e7 · Fou noir sur case noire g7 · Pion noir sur case blanche h7 · Pion noir sur case noire b6 · Fou noir sur case blanche c6 · Cavalier noir sur case noire f6 · Pion noir sur case blanche g6 · Pion noir sur case noire c5 · Cavalier blanc sur case blanche d5 · Fou blanc sur case noire g5 · Tour blanche sur case blanche d3 · Cavalier blanc sur case blanche f3 · Pion blanc sur case blanche h3 · Pion blanc sur case blanche a2 · Pion blanc sur case noire b2 · Pion blanc sur case blanche c2 · Pion blanc sur case blanche g2 · Roi blanc sur case noire c1 · Tour blanche sur case blanche d1 | 2 |
| 1 | Tour noire sur case blanche c8 · Roi noir sur case blanche e8 · Tour noire sur case noire h8 · Pion noir sur case noire a7 · Pion noir sur case noire e7 · Fou noir sur case noire g7 · Pion noir sur case blanche h7 · Pion noir sur case noire b6 · Fou noir sur case blanche c6 · Cavalier noir sur case noire f6 · Pion noir sur case blanche g6 · Pion noir sur case noire c5 · Cavalier blanc sur case blanche d5 · Fou blanc sur case noire g5 · Tour blanche sur case blanche d3 · Cavalier blanc sur case blanche f3 · Pion blanc sur case blanche h3 · Pion blanc sur case blanche a2 · Pion blanc sur case noire b2 · Pion blanc sur case blanche c2 · Pion blanc sur case blanche g2 · Roi blanc sur case noire c1 · Tour blanche sur case blanche d1 | Tour noire sur case blanche c8 · Roi noir sur case blanche e8 · Tour noire sur case noire h8 · Pion noir sur case noire a7 · Pion noir sur case noire e7 · Fou noir sur case noire g7 · Pion noir sur case blanche h7 · Pion noir sur case noire b6 · Fou noir sur case blanche c6 · Cavalier noir sur case noire f6 · Pion noir sur case blanche g6 · Pion noir sur case noire c5 · Cavalier blanc sur case blanche d5 · Fou blanc sur case noire g5 · Tour blanche sur case blanche d3 · Cavalier blanc sur case blanche f3 · Pion blanc sur case blanche h3 · Pion blanc sur case blanche a2 · Pion blanc sur case noire b2 · Pion blanc sur case blanche c2 · Pion blanc sur case blanche g2 · Roi blanc sur case noire c1 · Tour blanche sur case blanche d1 | Tour noire sur case blanche c8 · Roi noir sur case blanche e8 · Tour noire sur case noire h8 · Pion noir sur case noire a7 · Pion noir sur case noire e7 · Fou noir sur case noire g7 · Pion noir sur case blanche h7 · Pion noir sur case noire b6 · Fou noir sur case blanche c6 · Cavalier noir sur case noire f6 · Pion noir sur case blanche g6 · Pion noir sur case noire c5 · Cavalier blanc sur case blanche d5 · Fou blanc sur case noire g5 · Tour blanche sur case blanche d3 · Cavalier blanc sur case blanche f3 · Pion blanc sur case blanche h3 · Pion blanc sur case blanche a2 · Pion blanc sur case noire b2 · Pion blanc sur case blanche c2 · Pion blanc sur case blanche g2 · Roi blanc sur case noire c1 · Tour blanche sur case blanche d1 | Tour noire sur case blanche c8 · Roi noir sur case blanche e8 · Tour noire sur case noire h8 · Pion noir sur case noire a7 · Pion noir sur case noire e7 · Fou noir sur case noire g7 · Pion noir sur case blanche h7 · Pion noir sur case noire b6 · Fou noir sur case blanche c6 · Cavalier noir sur case noire f6 · Pion noir sur case blanche g6 · Pion noir sur case noire c5 · Cavalier blanc sur case blanche d5 · Fou blanc sur case noire g5 · Tour blanche sur case blanche d3 · Cavalier blanc sur case blanche f3 · Pion blanc sur case blanche h3 · Pion blanc sur case blanche a2 · Pion blanc sur case noire b2 · Pion blanc sur case blanche c2 · Pion blanc sur case blanche g2 · Roi blanc sur case noire c1 · Tour blanche sur case blanche d1 | Tour noire sur case blanche c8 · Roi noir sur case blanche e8 · Tour noire sur case noire h8 · Pion noir sur case noire a7 · Pion noir sur case noire e7 · Fou noir sur case noire g7 · Pion noir sur case blanche h7 · Pion noir sur case noire b6 · Fou noir sur case blanche c6 · Cavalier noir sur case noire f6 · Pion noir sur case blanche g6 · Pion noir sur case noire c5 · Cavalier blanc sur case blanche d5 · Fou blanc sur case noire g5 · Tour blanche sur case blanche d3 · Cavalier blanc sur case blanche f3 · Pion blanc sur case blanche h3 · Pion blanc sur case blanche a2 · Pion blanc sur case noire b2 · Pion blanc sur case blanche c2 · Pion blanc sur case blanche g2 · Roi blanc sur case noire c1 · Tour blanche sur case blanche d1 | Tour noire sur case blanche c8 · Roi noir sur case blanche e8 · Tour noire sur case noire h8 · Pion noir sur case noire a7 · Pion noir sur case noire e7 · Fou noir sur case noire g7 · Pion noir sur case blanche h7 · Pion noir sur case noire b6 · Fou noir sur case blanche c6 · Cavalier noir sur case noire f6 · Pion noir sur case blanche g6 · Pion noir sur case noire c5 · Cavalier blanc sur case blanche d5 · Fou blanc sur case noire g5 · Tour blanche sur case blanche d3 · Cavalier blanc sur case blanche f3 · Pion blanc sur case blanche h3 · Pion blanc sur case blanche a2 · Pion blanc sur case noire b2 · Pion blanc sur case blanche c2 · Pion blanc sur case blanche g2 · Roi blanc sur case noire c1 · Tour blanche sur case blanche d1 | Tour noire sur case blanche c8 · Roi noir sur case blanche e8 · Tour noire sur case noire h8 · Pion noir sur case noire a7 · Pion noir sur case noire e7 · Fou noir sur case noire g7 · Pion noir sur case blanche h7 · Pion noir sur case noire b6 · Fou noir sur case blanche c6 · Cavalier noir sur case noire f6 · Pion noir sur case blanche g6 · Pion noir sur case noire c5 · Cavalier blanc sur case blanche d5 · Fou blanc sur case noire g5 · Tour blanche sur case blanche d3 · Cavalier blanc sur case blanche f3 · Pion blanc sur case blanche h3 · Pion blanc sur case blanche a2 · Pion blanc sur case noire b2 · Pion blanc sur case blanche c2 · Pion blanc sur case blanche g2 · Roi blanc sur case noire c1 · Tour blanche sur case blanche d1 | Tour noire sur case blanche c8 · Roi noir sur case blanche e8 · Tour noire sur case noire h8 · Pion noir sur case noire a7 · Pion noir sur case noire e7 · Fou noir sur case noire g7 · Pion noir sur case blanche h7 · Pion noir sur case noire b6 · Fou noir sur case blanche c6 · Cavalier noir sur case noire f6 · Pion noir sur case blanche g6 · Pion noir sur case noire c5 · Cavalier blanc sur case blanche d5 · Fou blanc sur case noire g5 · Tour blanche sur case blanche d3 · Cavalier blanc sur case blanche f3 · Pion blanc sur case blanche h3 · Pion blanc sur case blanche a2 · Pion blanc sur case noire b2 · Pion blanc sur case blanche c2 · Pion blanc sur case blanche g2 · Roi blanc sur case noire c1 · Tour blanche sur case blanche d1 | 1 |
|   | a | b | c | d | e | f | g | h |   |

Dans la partie suivante, Smerdon, en infériorité de matériel et en retard à la pendule, décide de pêcher en eau trouble pour sauver ½ point.
David Smerdon - Jakob Aabling-Thomsen, Helsingor, 2013
1. e4 d6 2. d4 Cf6 3. Cc3 g6 4. f4 Fg7 5. Cf3 c5 6. dxc5 Da5 7. Dd4 Cc6 8. Fb5 dxc5 9. Da4 Dxa4 10. Fxa4 Fd7 11. e5 Cg4 12. h3 Ch6 13. Fe3 b6 14. Cd5 Tc8 15. 0-0-0 Cxe5 16. fxe5 Fxa4 17. Fg5 Cg8 18. Td3 Fc6 19. Thd1 f6 20. exf6 Cxf6 (voir diagramme ci-contre) 21. Cxe7!? 21...Rxe7 22. Te3+ Rf8 23. Ce5 Rg8 24. Tf1! Fxg2 25. Txf6! Fxf6 26. Fxf6 Tf8 27. Cg4! h5?? (27...Txf6!) 28. Te7! Th7 29. Ch6+! Txh6 30. Tg7+ Rh8 31. Tf7+  ½ - ½
Dans la partie qui suit, Smerdon emploie la variante portugaise de la défense scandinave, variante rare mais piégeuse d'une ouverture sur laquelle il a écrit un livre entier.
Sigurd B Justinussen - David Smerdon, Helsingor, 2014
1. e4 d5 2. exd5 Cf6 3. d4 Fg4 4. Cf3 Dxd5 5. Fe2 Cc6 6. Fe3 0-0-0 7. 0-0 Dh5 8. c4 e5 9. Cc3 exd4 10. Cxd4 Cxd4 11. Fxg4+ Dxg4 12. Da4 a6 13. b4 Cf3+ 14. Rh1 Ch4 15. Tg1 Dxc4 16. Tac1 Cg4 17. Cb1 Df4 18. Txc7+ Dxc7 19. Tc1 Dxc1+ 20. Fxc1 Td1+ 0-1

## Publications
- David Smerdon, Smerdon’s Scandinavian, Everyman Chess, 2015 (ISBN 9781781942949)
- David Smerdon, The Complete Chess Swindler, New in Chess, 2020 (ISBN 9789056919115)